# Billings (Montana)
Billings é a cidade mais populosa do estado americano de Montana, no condado de Yellowstone, do qual é sede. Foi fundada em 1877 e incorporada em 1882. Seu nome é uma homenagem a Frederick H. Billings.

## Geografia
De acordo com o Departamento do Censo dos Estados Unidos, a cidade tem uma área de 116,3 km², dos quais 116 km² estão cobertos por terra e 0,3 km² (0,2%) por água.

### Localidades na vizinhança
O diagrama seguinte representa as localidades num raio de 36 km ao redor de Billings. 

## Demografia
Desde 1900, o crescimento populacional médio, a cada dez anos, é de 41,8%.

### Censo 2020
De acordo com o censo nacional de 2020, a sua população é de 117 116 habitantes e sua densidade populacional é de 1 009,8 hab/km². Seu crescimento populacional na última década foi de 12,4%, acima do crescimento estadual de 9,6%. É a cidade mais populosa do estado e a 247ª mais populosa do país.
Possui 52 643 residências que resulta em uma densidade de 453,9 residências/km² e um aumento de 13,7% em relação ao censo anterior. Deste total, 6,1% das unidades habitacionais estão desocupadas. A média de ocupação é de 2,4 pessoas por residência.

### Censo 2010
Segundo o censo nacional de 2010, a sua população era de 104 170 habitantes e sua densidade populacional de 899,3 hab/km². Possuía 46 317 residências que resultava em uma densidade de 412 residências/km².

## Marcos históricos
O Registro Nacional de Lugares Históricos lista 34 marcos históricos em Billings. O primeiro marco foi designado em 15 de outubro de 1966 e o mais recente em 13 de abril de 2021, o Pioneer Park. Existe apenas um Marco Histórico Nacional na cidade, o Pictograph Cave, designado em 1964.